# Stade François-Coty
Das Stade François-Coty ist das vereinseigene Fußballstadion des AC Ajaccio. Es liegt in der korsischen Hauptstadt Ajaccio, Frankreich. Es wurde am 1. Dezember 1969 unter dem Namen Parc des Sports de l'ACA (Sportpark des ACA) eröffnet. Es war auch als Stade de Timizzolo (korsisch: Stade de Timizzolu) bekannt. Zur Eröffnung mit dem Spiel AC Ajaccio gegen den korsischen Rivalen SC Bastia kamen rund 15.000 Zuschauer; was bis heute der Besucherrekord ist. Heute hat es Platz für 10.660 Zuschauer. Das Stadion wurde zwischenzeitlich in den heute noch gültigen Namen Stade François-Coty umbenannt. Der Name geht auf den früheren Bürgermeister von Ajaccio und Parfümeur François Coty zurück.
Im Mai 2007 begann man mit Renovierungsarbeiten an der Spielstätte, da es den Vorschriften der Ligue 1 nicht mehr entsprach. Die Kapazität steigert sich mit dem Bau einer vierten Tribüne auf 13.500 Plätze. Alle Tribünen werden überdacht. Ursprünglich sollten die Arbeiten 2009 abgeschlossen sein, dies verzögert sich aber auf Ende 2010. Die Kosten des Umbaus beliefen sich auf ca. neun Mio. €.